# Gabriel Franz Marenzi
Gabriel Franz hrabě Marenzi (německy Gabriel Franz Geremia Maria Aloyisus Graf Marenzi von Tagliuno und Talgate, Markgraf von Val Oliola, Freiherr von Marenzfeldt und Scheneck) (14. května 1861 Lublaň – 28. listopadu 1934 Wels) byl rakousko-uherský generál. Jako absolvent vojenské akademie sloužil v c. k. armádě od roku 1879, později byl řadu let důstojníkem u c. k. zeměbrany. Za první světové války bojoval na východní frontě, později se vyznamenal při dobytí Rumunska a v roce 1917 byl povýšen do hodnosti polního podmaršála. Po rozpadu monarchie byl penzionován a od té doby žil v soukromí.

## Životopis

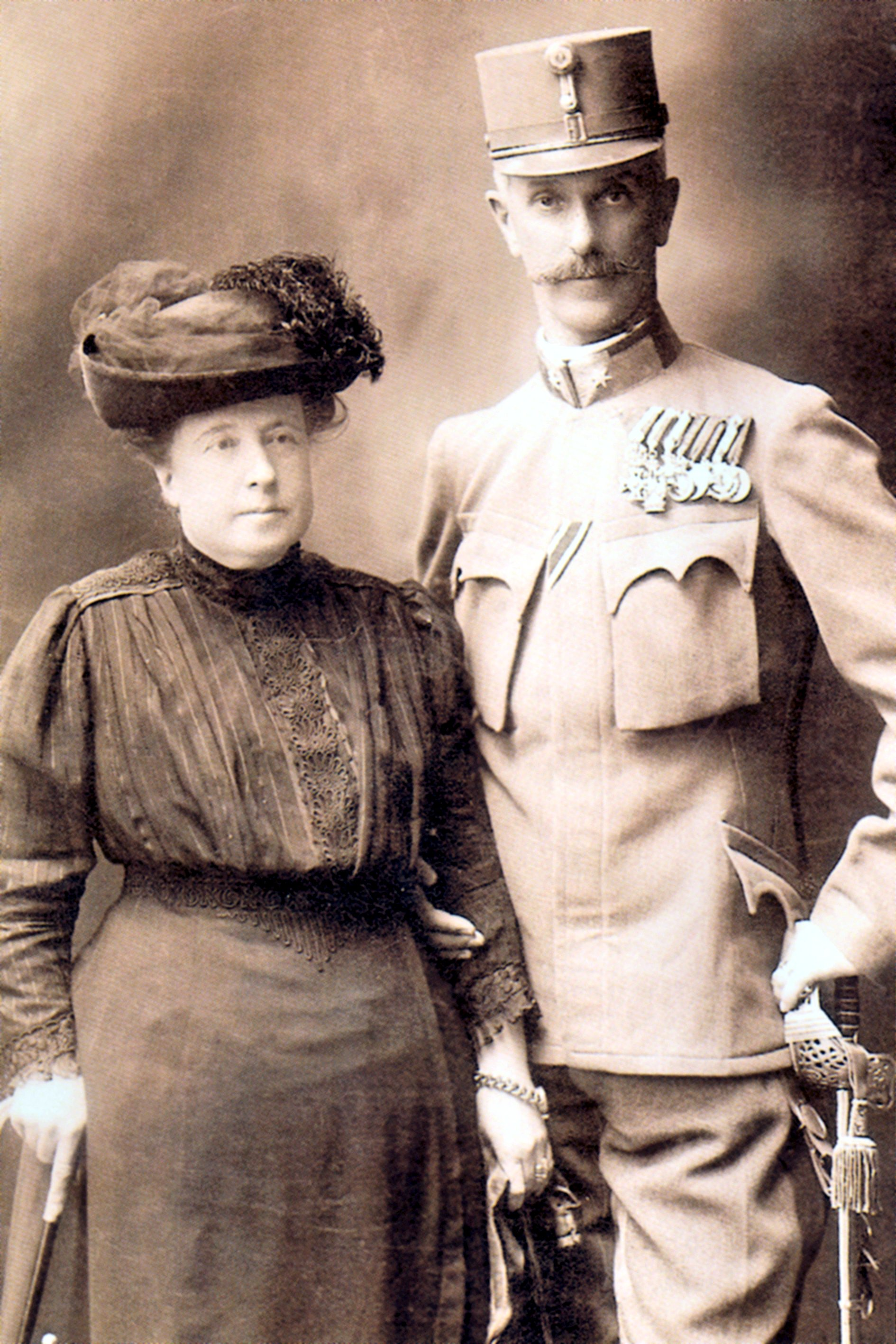
Gabriel Marenzi s manželkou Gabrielou, rozenou Harrachovou

Pocházel ze staré italské rodiny, která již od 15. století užívala hraběcí titul v Milánském vévodství. Narodil se jako nejmladší ze čtyř synů c. k. polního podmaršála Franze Antona Marenziho (1805–1886) a jeho manželky Virginie, rozené Putzer von Reibeck (1825–1898). V letech 1875–1879 studoval na Tereziánské vojenské akademii ve Vídeňském Novém Městě a do armády vstoupil v roce 1879 jako poručík k 15. husarskému pluku. U této jednotky byl povýšen na nadporučíka a v roce 1886 přeložen k 2. husarskému pluku. V roce 1890 z neznámých příčin podstoupil souboj s kapitánem Wilhelmem Rainerem a byl vážně zraněn, proto dočasně službu u armády opustil. V roce 1891 byl povýšen na rytmistra a přešel k c. k. zeměbraně, sloužil u 5. zeměbraneckého hulánského pluku ve Stockerau, kde strávil deset let. V roce 1902 byl v hodnosti majora přeložen k 1. zeměbraneckému hulánskému pluku do Lvova, kde byl v roce 1907 povýšen na podplukovníka. V roce 1910 dosáhl hodnosti plukovníka a převzal velení 4. hulánského zeměbraneckého pluku v Olomouci.
Na začátku první světové války byl v roce 1914 povýšen do hodnosti generálmajora a nejprve byl velitelem zeměbranecké brigády ve Welsu, krátce poté byl povolán na východní frontu a jako velitel 21. jezdecké brigády bojoval u Lvova. V roce 1916 spolu s německým generálem Mackensenem vstoupil do dobyté Bukurešti a poté převzal velení 7. jezdecké divize. K datu 1. srpna 1917 byl povýšen do hodnosti polního podmaršála a jako divizní velitel se zúčastnil bojů v Rumunsku až do konce války. K datu 1. ledna 1919 byl penzionován a od té doby žil v soukromí ve Welsu. 

## Tituly a ocenění
Od narození užíval titul hraběte, který byl jeho otci v roce 1864 potvrzen pro Rakouské císařství. V roce 1888 byl jmenován c. k. komořím. Během vojenské služby získal řadu ocenění.
- Válečná medaile (1882)
- Jubilejní pamětní medaile (1898)
- Vojenský jubilejní kříž (1908)
- Vojenský záslužný kříž III. třídy (1909)
- Mobilizační kříž (1913)
- rytířský kříž Leopoldova řádu s válečnou dekorací (1915)
- Řád železné koruny III. třídy s válečnou dekorací (1915)
- Vojenský záslužný kříž II. třídy s válečnou dekorací (1916)
- Bronzová vojenská záslužná medaile

- Železný kříž II. třídy (Německo)

## Rodina
V roce 1893 se na zámku Prugg oženil s hraběnkou Gabrielou Harrachovou (1859–1942), dcerou hraběte Jana Nepomuka Harracha. Gabriela se později stala dámou Řádu hvězdového kříže, manželství zůstalo bezdětné.
Jeho starší bratr Josef Ludwig (1853–1935) byl dlouholetém šéfem prezidiální kanceláře Panské sněmovny, další bratr Franz Karl (1859–1940) dosáhl v armádě hodnosti generála pěchoty.